# خط اویلر

خط اویلر (قرمز) یک خط راست است که از نقاط مرکزوار (نارنجی)، مرکز ارتفاعی (آبی)، مرکز دایره محیطی (سبز) و مرکز دایره نه-نقطه (قرمز) عبور می کند.

در هندسه مسطحه، خط اویلر، که به اسم لئونارد اویلر نام گذاری شده است، خطی است که برای هر مثلث غیر از مثلث های متساوی الاضلاع قابل تعیین است. این خط، خط مرکزی مثلث است و از چندین نقطه ی مهم تعیین شده توسط آن مثلث عبور می کند. از جمله نقاطی که بر روی خط اویلر قرار دارند شامل این مواردند:
- مرکز ارتفاعی (یا همان محل برخورد سه ارتفاع مثلث (به انگلیسی: Orthocenter))
- مرکز دایره محیطی (به انگلیسی: Circumcenter)
- مرکزوار (یا مرکز مثلث (به انگلیسی: Centroid))
- نقطه ی Exeter (این نقطه در 1986 کشف شده است)
- مرکز دایره نه-نقطه ی مثلث بر روی آن قرار دارند.

مفهوم خط اویلر برای یک مثلث، به خط اویلر برای اشکال دیگری چون چهار ضلعی ها و چهار وجهی ها نیز تعمیم یافته است.